# ポルトガル領インド

ポルトガル領インド
Estado Português da Índia (ポルトガル語)

ポルトガル領インドの位置

ポルトガル領インド（ポルトガルりょうインド、Estado Português da Índia）は、インドにかつて存在したポルトガルの植民地である。ただし、16世紀から17世紀までは東アフリカ、アラビア半島、東南アジアなどにあったポルトガルの拠点があり、それらはポルトガル領インドの統治下にあった。イギリス領インド帝国が1947年に独立した当時、ポルトガル領インドはインド西岸の飛び地ゴアやダマン、ディーウ、現在のダードラー及びナガル・ハヴェーリー連邦直轄地域を所有していた。ポルトガル領インドの領土は、ゴアと総体してみなされることもある。

## 初期

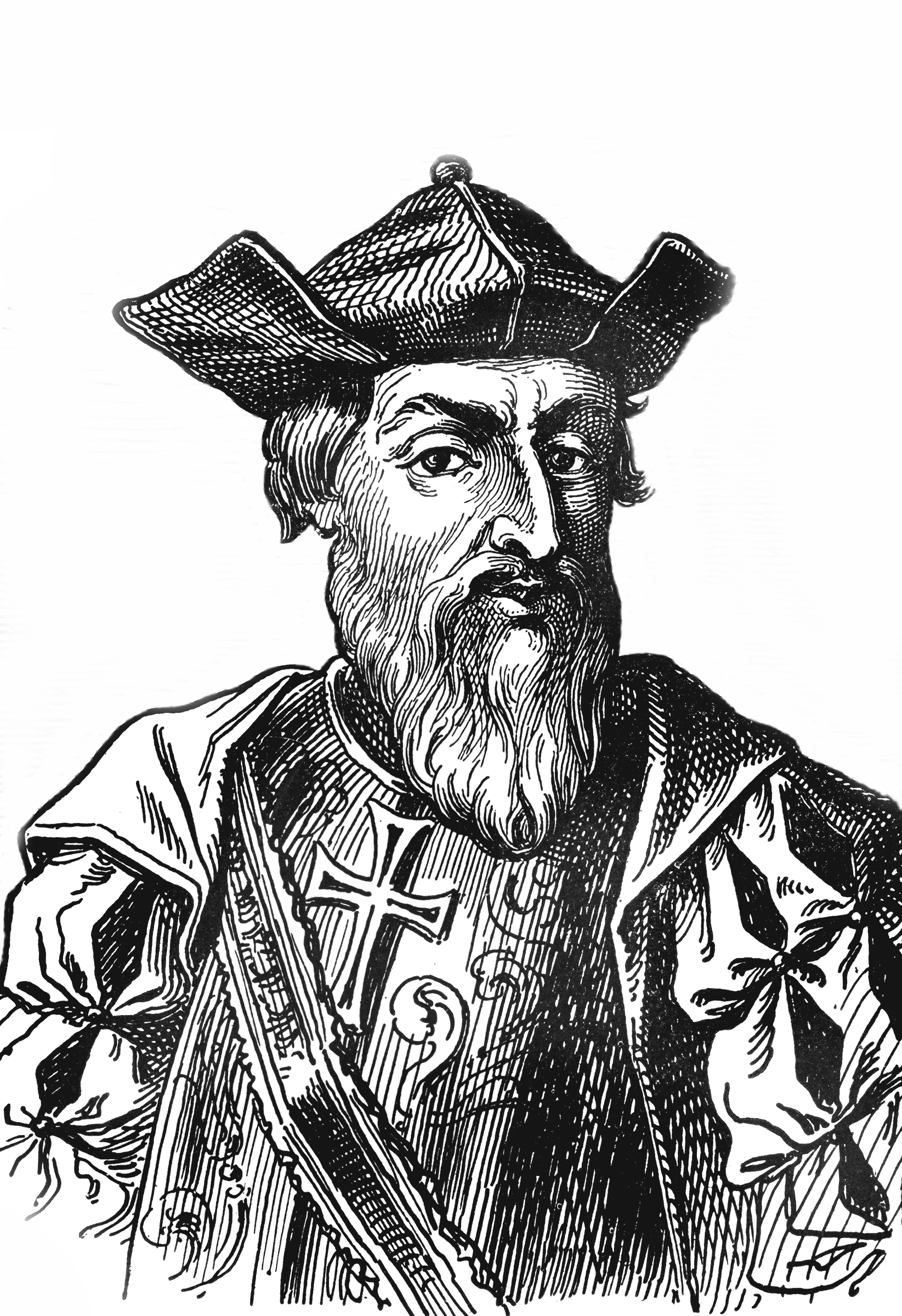
ガマ

最初にポルトガルがインドに足跡を残したのは、1498年5月20日、ヴァスコ・ダ・ガマがカリカット（現在のコージコード）に上陸した日であった。アラビア商人の反発を受けながら、ガマはカリカット地域の領主ザモリンから、通商権の許可を示すあいまいな書簡を手に入れた。しかし、後にザモリンに品物全てを置いていくよう迫られるのと平行して、彼は通知なしに出航しなければならなかった。ガマは商品を渡さなかったが、貿易準備の命を下して数名のポルトガル人を残した。
1510年、ポルトガル提督（のちにポルトガル領インド総督）アフォンソ・デ・アルブケルケは、のちに「ゴア」と呼ばれるビジャープル王国の支配下にあった地域を征服し、植民地とした。ゴアは、1530年以降ポルトガル領インドの首府となった。その後、アルブケルケは、インド洋で武力行使によって、ポルトガル領インドの勢力を拡大させた。1511年にはマラッカ、1515年にはホルムズが、ポルトガル領インドに組み入れられた。

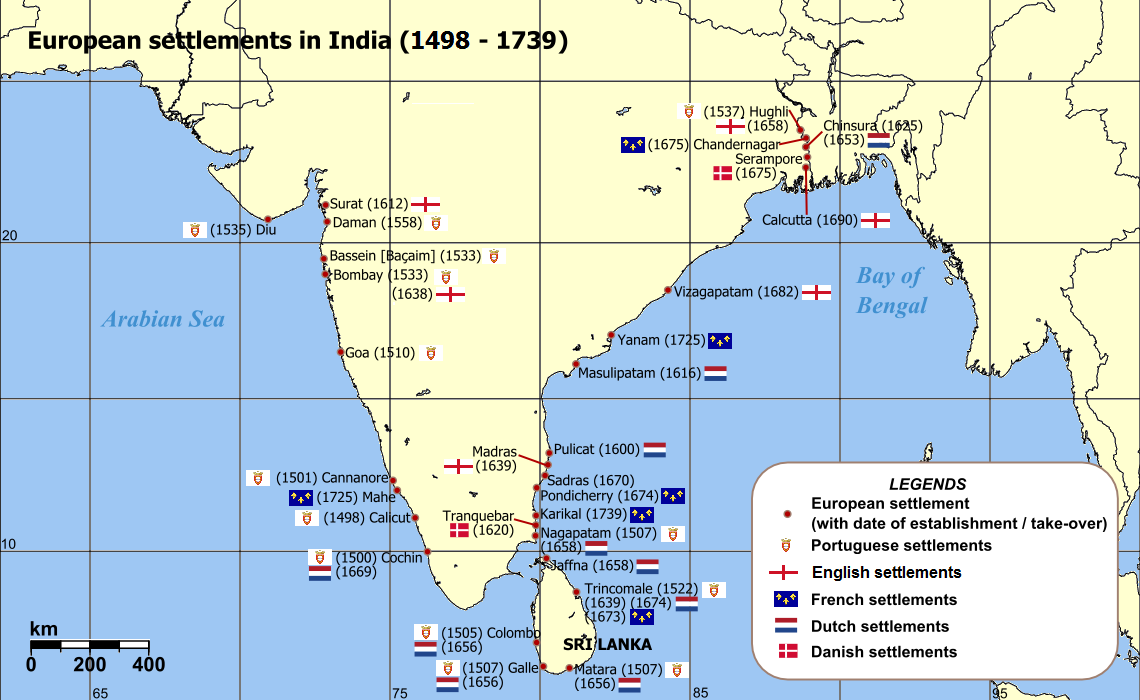
インドにあったヨーロッパ諸国の植民地

ポルトガルはグジャラート・スルターン朝（グジャラート）のスルターンから数カ所の領土を得た。ダマン（正式併合1539年）、サルセット、ボンベイ、バセイン（1534年占領）、ディーウ（1535年併合）である。これらの領土はポルトガル領インドの北部地域となった。ダマンからチャウルまで海岸沿いに100キロ広がり、内陸へ30から50キロあった。地域は城塞都市バサイムが支配した。ボンベイ（現在のムンバイ）は、1661年にイングランド王チャールズ2世の元へ嫁したポルトガル王女カタリナの持参金の一部として割譲された。北部地域のほぼ全域はデカン戦争後、1739年にヴァサイーの戦いで失われ、1779年にダードラーとナガル・ハヴェーリーを獲得した。

## インド独立後
1947年にイギリスからインドが独立した後、ポルトガルは、インドからの領土保有を断念して欲しいという依頼を拒絶した。ハーグの国際司法裁判所による決定は、ダードラーとナガル・ハヴェーリーへの接近とみなされる行為によりインド市民がこの地域に多数集結すると難局を迎えた。
1954年から、ゴアを統治しているポルトガル人たちが出て行くよう、平和的な非暴力独立運動「サティヤーグラハ」の試みが、ゴアの外側からなされたが鎮圧され、首謀者らは殺されるか監獄へ入れられた。その結果、インドは領事館を閉鎖し（1947年からパンジムに開かれていた）、ポルトガル領ゴアに対する経済的な輸出禁止を課した。インド政府は1955年から1961年まで、『待機と監視』の姿勢をとり、ポルトガルのサラザール政権へ抗議した。すぐに、1961年12月には、インドのゴア軍事侵攻が起き、ダマンとディーウでは不適当なポルトガルの抵抗運動に直面した。中止命令が布告されたにもかかわらず、ポルトガル武装勢力は侵略者に打ち負かされるか殺されるかのどちらかを指示され、公式停戦協定は結ばれなかった。装備の不十分な抵抗勢力には、ポルトガル軍の貧弱な火力と要員（わずか3,300名）が与えられたのみだった。対するインド軍は、陸海空の三軍の集結を背後にした、十分に武装した3万人の軍勢であった。最終的に、領土は1961年12月19日にインド共和国に併合された。

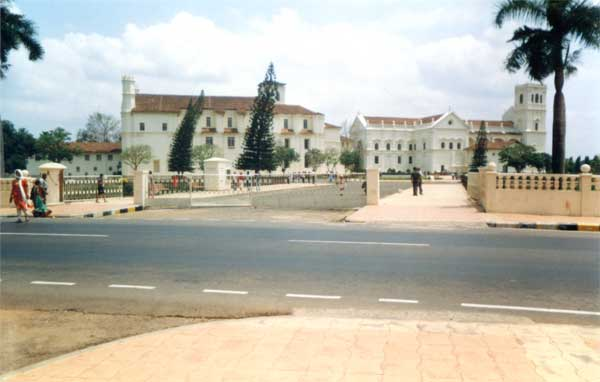
ゴアの聖堂「セ・カテドラル」

ポルトガル本国のサラザール政権及びその後のエスタド・ノヴォ体制は、1974年までポルトガル国民議会において、ゴア、ダマン、ディーウのインド支配を拒絶する主張を続けた。アメリカとイギリスもこれに同調し、国連安保理で非難決議案を提出したが、ソ連が拒否権を発動し、採択されなかった。1974年にカーネーション革命が起こり、リスボンの新政権はインドとの外交関係の修復をはかり、ゴア、ダマン、ディーウのインドの主権を認めた。しかし、軍の引き継ぎのために、以後ポルトガル領インド住民の願いは考慮されることはなかった（1960年の国連総会決議第1514条（15）における民族自決権） -- 国連決議第1541条と1542条を参照。）。住民はポルトガル市民権を保持する権利を持ち続けた。しかし、2006年より、ポルトガル統治時代に出生した者に限定して市民権が制限された。